# Jorge Mateo
Jorge Luis Mateo (Santo Domingo, República Dominicana, 23 de junio de 1995), más conocido como Jorge Mateo, es un jugador profesional dominicano de béisbol que se desempeña en la posición de campocorto en Baltimore Orioles, equipo de las Grandes Ligas de Béisbol (MLB).

## Carrera
Mateo hizo su debut en la MLB con el equipo San Diego Padres, en el cual jugó dos temporadas (2020-2021), después pasó Baltimore Orioles, donde lleva jugando cuatro temporadas.